# Sala española

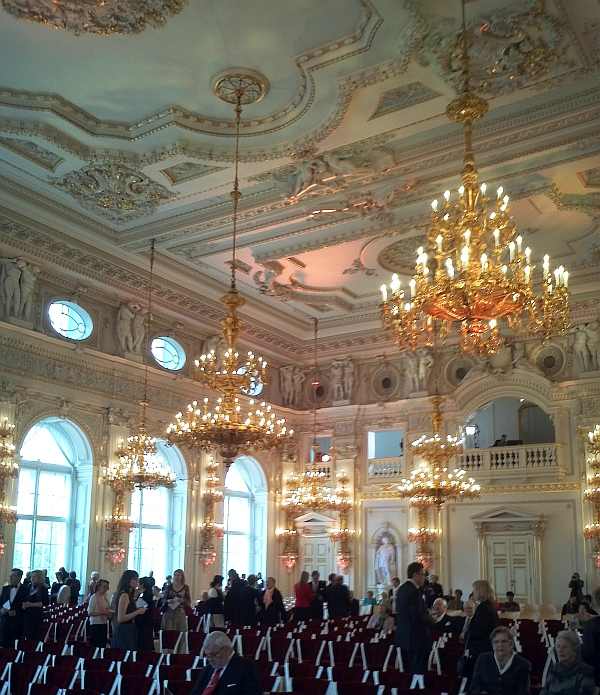
Interior de la sala.

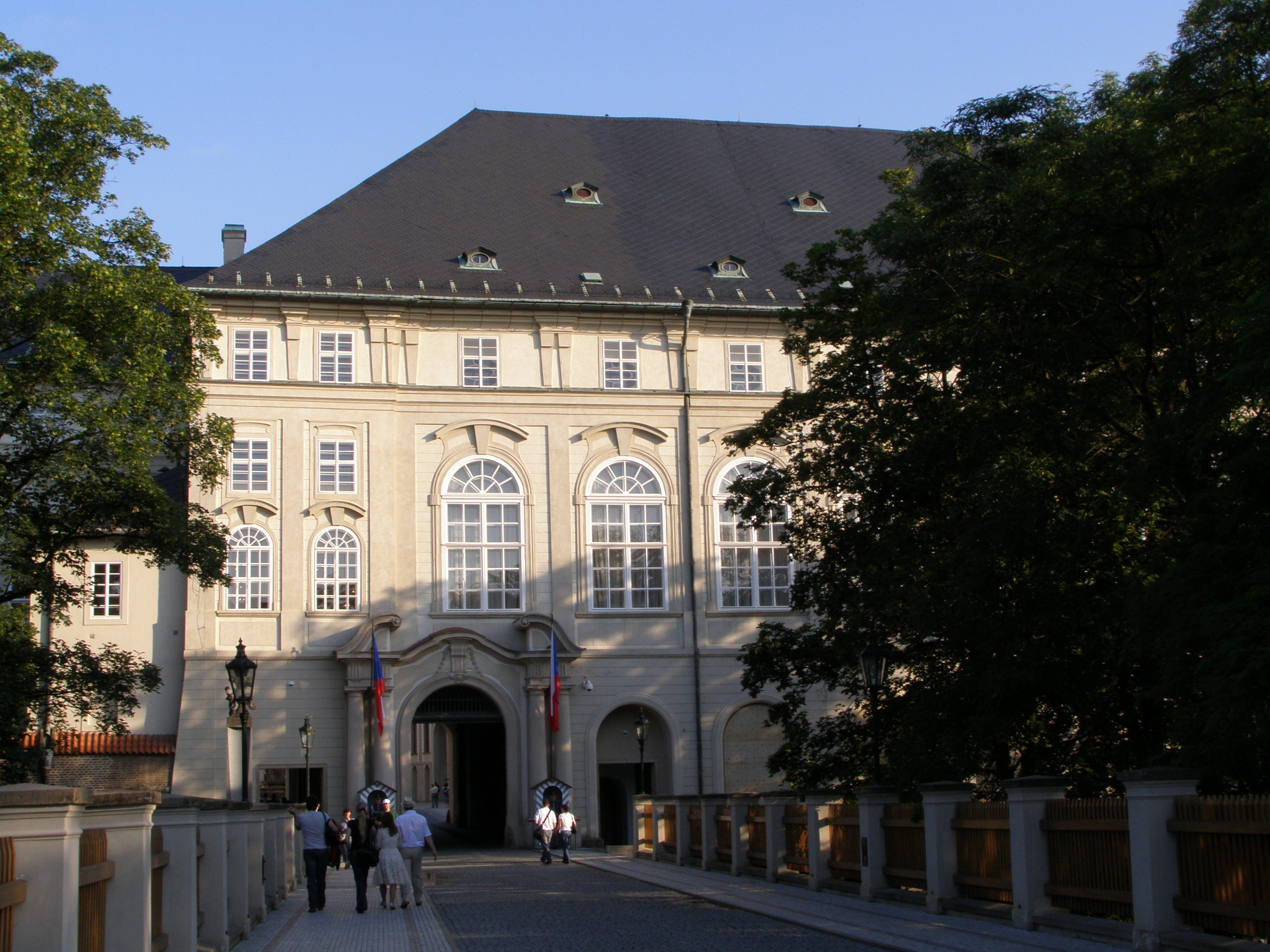
Ventanas de la Sala española, vista desde afuera.

Sala española (en checo: Španělský sál) es un nombre de la sala representativa del Castillo de Praga situada en su palacio presidencial. De primero fue diseñada en el siglo XVI. para la galería de Rodolfo II. Hoy en día se usa como la sala representativa por la oficina presidencial del presidente de la República Checa. Se sitúa en la ala entre el patio segundo al este y patio cuarto y Jardín en la bastión al oeste.
A la sala se entra por la Sala de Columnas desde la Puerta de Matías.